# Dillwynia laxiflora
Dillwynia laxiflora là loài cây bụi thuộc họ Đậu. Nó là loài đặc hữu của phía tây nam của Tây Úc. Cây cao đến 1,25 m, hoa màu vàng và đỏ.